# وعده‌ها! وعده‌ها!
وعده‌ها! وعده‌ها! (انگلیسی: Promises! Promises!) یک فیلم کمدی جنسی آمریکایی به کارگردانی کینگ داناوان و بازی تامی نونان و جین منسفیلد است که در سال ۱۹۶۳ منتشر شد. این فیلم در پایان دوران نظامنامه تولید تصاویر متحرک و پیش از آغاز سیستم درجه‌بندی فیلم‌ها توسط انجمن تصاویر متحرک آمریکا اکران شد و رسماً نخستین فیلم ناطق آمریکایی است که یک ستارهٔ جریان اصلی سینما با بدنی برهنه در آن ظاهر شد.
این فیلم پس از انتشار در شیکاگو و چند شهر بزرگ دیگر توقیف شد.

## خلاصه داستان
سندی بروکس ناامید در تلاش است تا باردار شود، اما همسرش جف، نویسنده فیلمنامه تلویزیونی، آنقدر استرس دارد که نمی‌تواند با او مقاربت کند. آنها یک سفر دریایی تفریحی انجام می‌دهند و در آن سفر با زوجی به نام‌های کِلر و کینگ بَـنِر آشنا می‌شوند. زوج‌ها بدمستی می‌کنند و پس از بازگشت به اتاق، شریک زندگی خود را عوض می‌کنند. هر دو زن بعداً متوجه می‌شوند که باردار هستند و باید تعیین کنند که پدر هر نوزاد کدام مرد بوده‌است.

## تولید

منسفیلد و نونان در یکی از پُربیننده‌ترین صحنه‌های فیلم

قرار بود نقش کِلر بَـنِر را در این فیلم میمی وان دورن ایفا کند، اما قبول نکرد و تامی نونان این نقش را به ماری مک‌دانلد سپرد که آخرین نقش سینمایی‌اش بود. لباس ماری مک‌دانلد را سیل چپمن طراحی کرده بود.
حین ساخت فیلم تامی نونان و جین منسفیلد مشاجرات فراوانی داشتند و تامی نونان مجبور شد جت فور، مسئول روابط عمومی استودیوهای قرن بیستم را به خدمت بگیرد تا به حفظ آرامش سر صحنه فیلمبرداری کمک کند.
منسفیلد دو ترانه در این فیلم خواند: «عاشقم» (همچنین با عنوان «لالایی عشق» هم شناخته می‌شود) و «به او قول بده».
میکی هارگیتای که نقش کینگ بَـنِر را در فیلم بازی می‌کند، شوهر واقعی جین منسفیلد بود.
این فیلم نخستین فیلم بلند ناطق آمریکایی است که یک ستارهٔ جریان اصلی سینما (جین منسفیلد) با بدنی برهنه در آن ظاهر شد. البته پیش از این، مریلین مونرو در فیلم چیزی برای بخشیدن به کارگردانی جرج کیوکر برهنه شده بود، اما با مرگ مونرو، ساخت آن نیمه‌تمام ماند و هرگز پخش نشد. نخستین فیلم صامت آمریکایی که یک هنرپیشه زن کاملاً در آن برهنه شد، دختر خدایان نام داشت که در سال ۱۹۱۶ منتشر شد و پس از آن نظامنامه تولید تصاویر متحرک هرگونه برهنگی را در فیلم‌های آمریکایی ممنوع کرده بود.
منسفیلد ترانهٔ نخست («عاشقم») را در وان حمامی پر از کف‌صابون و به صورت نیم‌برهنه می‌خواند و سپس با پشت به دوربین، خم می‌شود. او همچنین برهنه با سکانس‌های کوتاهی دیده می‌شود که با حوله خود را خشک می‌کند و روی تخت غلت می‌زند. گفته می‌شود منسفیلد قبل از اینکه برهنه جلوی دوربین ظاهر شود، شامپاین می‌نوشید تا آرام و خونسرد باشد.
اگرچه این فیلم در واقع منسفیلد را فقط با بالاتنهٔ برهنه نشان می‌دهد، اما عکسی در کتاب بابیلون هالیوود اثر کنت انگر از او در صحنهٔ فیلم‌برداری وجود دارد که کاملاً برهنه است و موی تناسلی‌اش دیده می‌شود.
تبلیغات گسترده‌ای از فیلم به همراه عکس‌های برهنه منسفیلد در شمارهٔ ژوئن ۱۹۶۳ مجلهٔ پلی‌بوی منتشر شد که منجر به اقامه اتهام وقاحت علیه هیو هفنر گردید. و پلیس شیکاگو او را در ژوئن ۱۹۶۳ بازداشت کرد، اما هیئت منصفهٔ دادگاه وی را تبرئه کرد. هر نسخه این مجله در آن زمان به قیمت ۱۰ دلار فروخته می‌شد.